# Cela s'est passé à Penkovo
Pour plus de détails, voir Fiche technique et Distribution.
Cela s'est passé à Penkovo (Дело было в Пенькове) est un film soviétique réalisé par Stanislav Rostotski, sorti en 1957, au studio Gorki et dont la première en salle a lieu le 17 février 1958 dans toute l'URSS.

## Synopsis
Un jeune zootechnicienne, Tonia Gletchikova, arrive dans un kolkhoze. La première personne qu'elle rencontre est le tractoriste Matveï Morozov qui est d'humeur blagueuse. Les bouffonneries de Matveï sont le prétexte de conflits constants entre lui et le chef du kolkhoze de Penkovo, Ivan Savvitch. Larissa, la fille d'Ivan Savvitch, épouse contre la volonté de son père Matveï. Cependant avec l'arrivée de Tonia, la vie change au village. Elle plaît à la jeunesse, ainsi qu'à Matveï...Et leur intérêt mutuel devient la cause de ragots. Larissa est offensée par la conduite de Tonia. La venue de Tonia au kolkhoze mécontente aussi Alevtina qui fabrique son propre alcool et dont la maison de ce fait était auparavant le centre de la « vie mondaine » du village. Elle vend donc moins de cet alcool fait maison qui était une source de revenus sous le manteau non négligeable pour elle. Un jour, Tonia se tord la cheville en se rendant au club du village dont la construction n'est pas encore terminée. Matveï qui se trouve là par hasard la ramène à la maison. Mais Alevtina les a aperçus. Larissa, qui se rend compte que son mari est plus distant avec elle, devient jalouse de Tonia. Alevtina persuade Larissa d'empoisonner sa rivale. Larissa accepte initialement, mais au dernier moment se ravise. Matveï, ayant appris la participation d'Alevtina, l'enferme dans la cave en guise de punition, pour laquelle il écope d'une peine de prison. De retour à la maison, Matveï voit pour la première fois son fils devenu grand et sa femme légitime, ainsi que Tonia.

## Fiche technique
- Photographie : Graïr Garibian
- Musique : Kirill Moltchanov
- Décors : Maria Fateïeva, Olga Bednova
- Montage : Evguenia Abdirkina

## Distribution
- Viatcheslav Tikhonov: Matveï Morozov, tractoriste
- Maïa Menglet: Antonina Andreïevna Gletchikova, dite Tonia, zootechnicienne
- Svetlana Droujinina: Larissa Morozova, femme de Matveï Morozov
- Vladimir Ratomski: Ivan Savvitch, père de Larissa et chef du kolkhoze
- Valentina Teleguina: Alevtina Vlassievna
- Anatoli Koubatski: Vassili Nikolaïevitch Gletchikov, grand-père de Tonia
- Evguenia Melnikova: Daria Semionova Morozova, mère de Matveï
- Iouri Medvedev: Vassia, tractoriste
- Alexandra Kharitonova: Chourotchka
- Iouri Martynov: Liona, chef du komsomol
- Sergueï Iakovlev, chef de section du parti communiste local
- Ekaterina Mazourova: Maria Fiodorovna, mère de Larissa, épouse d'Ivan Savvitch
- Grigori Mikhaïlovitch: directeur de la coopérative de tracteurs
- Gueorgui Svetlani: Fiodor Petrovitch Outkine, kolkhozien
- Piotr Kirioutkine: le brigadier
- Vladimir Trochine: le conférencier Dima Kroutikov